# Arsenio Hall

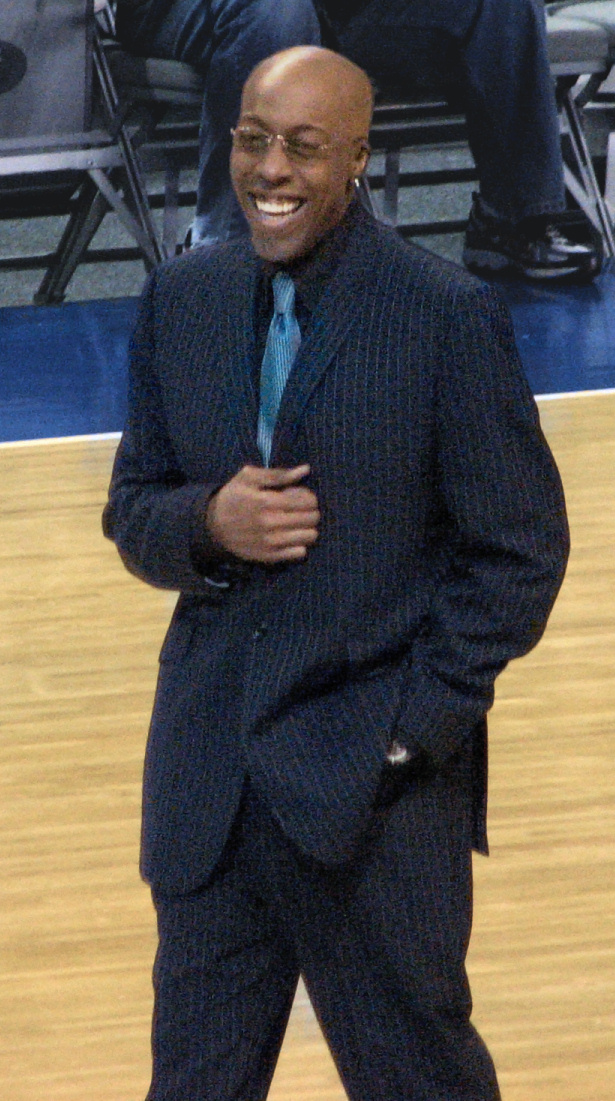
Arsenio Hall 2008.

Arsenio Hall, född 12 februari 1956 i Cleveland i Ohio, är en amerikansk skådespelare, komiker, författare, producent och före detta programledare i pratprogram.

## Filmografi (i urval)
- 1986–1987 – The Real Ghostbusters (TV-serie) (röst, 91 avsnitt)
- 1987 – Amazon Women on the Moon
- 1988 – En prins i New York
- 1989 – Harlem Nights
- 1989–1994 – The Arsenio Hall Show (TV-serie) (programvärd, 374 avsnitt)
- 1998–2000 – Martial Law (TV-serie) (36 avsnitt)
- 2008 – Igor (röst)
- 2009 – Black Dynamite
- 2013–2014 – The Arsenio Hall Show (TV-serie) (programvärd, 158 avsnitt)
- 2021 – En prins i New York 2